# Protaphorura crassa
Protaphorura crassa is een springstaartensoort uit de familie van de Onychiuridae. De wetenschappelijke naam van de soort is voor het eerst geldig gepubliceerd in 1940 door Kos.